# Drongo modest
El drongo modest (Dicrurus modestus) és un ocell de la família dels dicrúrids (Dicruridae).

## Hàbitat i distribució
Habita la selva humida africana, des de Sierra Leone, Guinea i Libèria cap a l'est fins al sud de Camerun, l'illa de Bioko, sud de la República Centreafricana, nord, nord-est, sud-oest i centre de la República Democràtica del Congo, est de 
Sudan del Sud, Uganda i oest de Kenya cap al sud fins al nord-oest d'Angola, illa Príncipe.